# Wild Child (película)
Wild Child (Diva adolescente en Hispanoamérica y Megapetarda en España) es una película británica  de género comedia romántica adolescente protagonizada por Emma Roberts, Alex Pettyfer y Natasha Richardson como la Sra. Kingsley. Fue dirigida por Nick Moore y está clasificada PG-13 en los EE. UU. La película se desarrolla tanto en Inglaterra como en Los Ángeles. Esta fue la última película en que participó Natasha Richardson, quien murió después de un accidente de esquí en 2009.

## Trama
La película comienza con una imagen del océano antes de una imagen de Poppy Moore (Emma Roberts) durmiendo en su cuarto. A continuación, ella se despierta tras recordar que la novia de su padre se mudará a su casa. En un intento de obtener la atención que ella quiere, con sus amigos falsos tiran a la basura parte de las cosas de la novia de su padre. Después, ella salta desde el acantilado con algo de la ropa. Su padre al verla en el mar, se enfada y le dice que la va a enviar a un internado en Inglaterra.
Al llegar al internado, sus compañeras de habitación, Drippy (Juno Temple), Kiki (Sophie Wu), Josie (Linzey Cocker) y Kate (Kimberley Nixon), tienen un rechazo a su desobediencia hacia las normas de la escuela y se aleja de inmediato de ellas con mala actitud hacia la escuela y otras niñas, lo que llama la atención de la chaperona poniendo a toda su habitación en detención. Después de esto Poppy intenta encontrar una manera de salir expulsada sin mucho éxito. Ella va a la sala de computadores por la noche para enviar un mensaje de correo electrónico a su mejor amiga Rubby (Shelby Young) y ve a Drippy entrando en la cocina para agarrar helado del congelador después de un mal arreglo de sus cejas. Una noche, cuando hay un simulacro de incendio que ocurre al mismo tiempo que Poppy está fuera de su dormitorio, sube una escalera que da hacia un baño para no ser encontrada. Allí, una voz masculina que está detrás de la cortina del baño le pide su nombre y le ofrece su ayuda para salir sin ser capturada. 
Al día siguiente, durante una práctica de lacrosse Poppy se ríe de Harriet (Georgia King) en los intentos de ser una buena jugadora de lacrosse y las dos entran en una lucha sobre el terreno cuando Freddie (Alex Pettyfer), el hijo de la directora Kingsley aparece y saluda a Poppy, ella se da cuenta de que el era la voz que escuchó. Después de la pelea, Poppy va a la oficina de la directora, la señora Kingsley (Natasha Richardson) quien le da la novela de Alicia en el País de las Maravillas, diciéndole que podría ayudarla a encajar en el internado. De otro lado, cuando Harriet está obligando a una chica de primer año a teñir su vestido con té para el próximo baile de la escuela ve a Poppy sentada en una banca y vierte sobre ella toda el agua sucia de café. Al rato, Kate encuentra a Poppy en su cuarto y descubre que la madre de Poppy (que fue estudiante del lugar) falleció cuando ella tenía once años. Poppy dice que tiene que ser expulsada porque es su única forma de escapar del internado. Cuando Kate ve que Poppy tiene el libro de Alicia en el País de las Maravillas decide ayudarla a conseguir su expulsión, haciéndose más amigas. Cuando ninguno de sus planes tiene éxito, decide ser expulsada a través del hermoso hijo de la directora, que tiene estrictamente prohibido fraternizar con alguna de las chicas. Una tarde, ellas van a un pueblo para encontrar algún traje para el baile y Poppy disfruta haciendo compras en una tienda de ahorro. Al rato, las chicas van a la peluquería y Poppy se cambia el color del pelo a un color marrón oscuro más natural.
En la noche del baile, cuya temática era "La Magia Del Cine", se inicia con todos los chicos en un lado y las chicas en otro y de inmediato, Harriet aparece con la música de Orgullo y Prejuicio porque había oído que Freddie pensaba que se parecía a Keira Knightley, pero su intento de conquistarlo, lo asusta más que nada. Después de bailar momentáneamente con Freddie, Poppy se cae y se da un golpe en la cabeza haciendo que Freddie vaya fuera con ella, donde él le pide una cita a cambio para cuando él regrese a la escuela. Durante este tiempo los látigos de Poppy pone al equipo de lacrosse en forma, consiguiendo llegar a la final del campeonato de lacrosse. Antes de salir con Freddie, Poppy está tan emocionada por su cita que no cierra la sesión del equipo después enviar un correo electrónico a su amiga Rubby, y corre para reunirse con él, y por ese olvido, alguien entra en la sala de computadores de la escuela. En la cita Poppy intenta estar cerca de la escuela, pero él le sugiere salir de la ciudad. Más tarde, ambos se besan durante el almuerzo y Popy regresa a la escuela tras la cita con Freddie. Cuando regresa a su habitación, ve a sus compañeras leyendo el mensaje de correo electrónico enviado a Rubby diciendo que supuestamente pensaba que todos sus nuevos amigos eran unos perdedores y patéticos, por lo que ellas dejan su amistad con Poppy. Al rato Freddie nota que le ha llegado un mensaje de correo electrónico que le dice la razón de por qué Poppy quería salir con él para ser expulsada y que ella piensa que es un patético y estúpido inglés. Ella intenta explicar lo sucedido a Freddie pero este le cierra la puerta en su cara.
Esa noche, Poppy trata de hablar con Rubby que mientras suena el teléfono está "ocupada". Rubby toma el teléfono sin querer y dice lo que realmente piensa de Poppy, y de paso ella habla con Roddy sin saber que Poppy escuchó toda su conversación. Durante la llamada, Drippy va nuevamente al congelador para comer helado y sintiéndose aún más sola, Poppy comienza a jugar con su encendedor y al escuchar un ruido, escapa dejándolo en el suelo después de que logró apagar unas llamas en una cortina de la cocina. Poco después, la cocina se prende fuego y la escuela es evacuada, pero al hacer un recuento de personas ven que Drippy no está. Poppy se da cuenta de que ella estaba en el congelador, y entra inmediatamente a sacarla. Después de que se pone fin al fuego, Freddie encuentra su encendedor y se lo entrega a Poppy, pero le da la espalda a ella, negándose a escuchar lo que pasó. Al día siguiente Poppy va a la oficina de la Sra Kingsley y confiesa lo del incendio, y también le pide que le de una carta a Freddie pidiéndole disculpas.
A la espera de que el Tribunal de Honor decida su expulsión, Poppy encuentra una foto de su madre y el equipo de lacrosse de la escuela en 1976. Freddie, al verla triste trata de consolarla y después de hablar con ella, está convencido de que es inocente y que no escribió el correo electrónico. En el Tribunal de Honor, Poppy cuenta su historia, mientras que en su habitación sus amigas averiguan que Poppy se fue con Freddie minutos después de que el correo electrónico había sido enviado, y Harriet fue la única que estaba por allí cerca. Ese día, ellas van al Tribunal, e incitan a toda la escuela a confesar que estuvieron presentes en el incendio, en apoyo a Poppy. Harriet dice que fue Poppy la que inició el fuego con su encendedor, cosa que sólo Poppy y Freddie conocían, y por error confiesa que ella inició el incendio. Después de oír la confesión involuntaria de Harriet, Poppy es declarada inocente y Harriet es citada a la oficina de la Sra Kingsley. Días después, llega la final del campeonato de lacrosse donde el internado Abbey Mount gana gracias a Poppy. El padre de Poppy ve todo el partido y se sorprende por el cambio radical de su hija Poppy, en particular, por su similitud con su madre. Poppy está feliz con su nuevo cambio y que su corazón está curado. Finalmente Harriet fue expulsada, pero antes de irse sus amigas y su antigua asistente le arrojan el ave que había cazado. Algunos meses más tarde, Poppy vuelve a su casa con su padre y su hermana Molly en Malibú, junto con Kate, Josie, Drippy, Kiki y Freddie. Mientras se estaban bronceando en la piscina, Rubby la llama para ver si quiere hablar con ella y cuando Freddie pregunta a Poppy que quién es Rubby ella le respuesta diciendo que era "una vaca odiosa que conoció" dado que se enteró de que Roddy le estaba siendo infiel con Rubby. Para celebrar el tiempo que pasaron juntas con ella, Poppy convence a sus nuevas amigas para saltar desde el acantilado que fue lo que la condujo a su llegada al internado Abbey Mount. A pesar de sus dudas, las cinco chicas dan el salto en el océano.

## Elenco
- Emma Roberts como Poppy Moore.

- Kimberly Nixon como Kate.

- Linzey Cocker como Josie.

- Juno Temple como Jennifer "Drippy".

- Sophie Wu como Camilla "Kiki".

- Natasha Richardson† como Ms. Kingsley

- Alex Pettyfer como Freddie Kingsley.

- Aidan Quinn como Gerry Moore.

- Shirley Henderson como Matron.

- Johnny Pacar como Roddy.

- Shelby Young como Rubby.

- Nick Frost como Mr. Christopher

- Lexi Ainsworth como Molly Moore.

- Georgia King como Harriet.

- Charlotte Taylor y Katy Kotowicz como The Goths.

## Producción
- La película se rodó en Malibu, California (EUA), Cobham Hall, Kent, Balones Park, Hertford, y el centro de Haworth, Inglaterra, Connecticut.

- Miles de chicas de escuelas cercanas a la locación de rodaje fueron llamadas para trabajar de extras en la película.

- Los extras de Lacrosse en la película son jugadores profesionales de la Universidad de Oxford y Cranbrook Lacrosse Club, quienes además prestaron los equipos y árbitros para que las escenas pudieran ser grabadas.

- Emma Roberts tuvo que cambiar el color de su cabello a uno más oscuro, y tuvo que usar una peluca rubia para rodar las primeras escenas de la película.

- La fiesta de finalización del Rodaje fue el 4 de septiembre de 2007, pero luego el equipo se tuvo que trasladar de nuevo a Malibu, California junto con 5 actores Ingleses (Kimberley Nixon, Linzey Cocker, Sophie Wu , Juno Temple y Alex Pettyfer) a grabar un par de escenas más que fueron incluidas en la película después de los créditos finales.

## Recepción
Wild Child se dio a conocer en el Reino Unido el 15 de agosto teniendo en 5º lugar de taquilla con US$ 2.196.366 de 359 salas con un promedio de US$ 6.118. En su cuarto fin de semana, descendió al 12° lugar. A partir del 2 de noviembre de 2008 Wild Child experimentó una suba inesperada de US$ 8.235.794. En Australia, Wild Child se estrenó el 18 de septiembre, posicionándose en el 4º lugar con sólo 93 salas, con una recaudación de US$ 426.066. La semana siguiente experimentó un aumento del 60% con US$ 680.188, pero a pesar de ello descendió al 6° lugar. El 16 de octubre, Wild Child se cayó a la 11.ª posición. Para el 14 de noviembre, el lanzamiento de Wild Child en Australia sorprendió una vez más a los directivos con su éxito recaudando una suma de US$ 3.272.241. Wild Child ha sido estrenada en muchos otros países, resultando popular en algunos, como los Países Bajos (US$ 1.553.825) y no tan popular en otros. Al 4 de enero de 2009 el film recaudó en el mundo un total de US$ 16.006.918, pero se esperaba que llegase a US$ 20 millones una vez estrenada en los mercados más grandes, como Francia, Alemania y Rusia, para enero de 2009.
A pesar de ser bien apreciado por el público teniendo cada vez mayor audiencia, los críticos no han sido tan amables con la película. Wild Child tiene una calificación de 42% ("podrido") en Rotten Tomatoes con el consenso de "Más pasable que salvaje. Esta comedia preadolescente de enredos cae de plano sobre su rostro debido a la falta de personajes, la mala dirección y los pobres chistes". The Sun dio a Wild Child una calificación de 2/5, haciendo un juego de palabras en inglés: "WILD? More like mild, unless you think short skirts and "horse face" put-downs are outrageous". ("¿Salvaje? Mejor dicho pasable, a menos que crean que las faldas cortas e irrespetuosas con "cara de caballo" sea algo extravagante".). Sin embargo, el Urban Cinefile dio a Wild Child una crítica mucho más favorable diciendo que "La película trae aparejada energía y franqueza: es animada, divertida e inteligente y los personajes son interesantes".

## Lanzamiento En DVD
Wild Child salió en DVD en el Reino Unido el 8 de diciembre de 2008, sin contenido especial. Además, fue sacada en DVD en Australia el 15 de enero de 2009, una vez más sin contenido especial, y en México el 1 de febrero de 2009, EE. UU. el 13 de noviembre de 2007.

## Datos curiosos
Originalmente Wild Child fue catalogada como R para la MPAA (menores de 17 años con compañía de un adulto), pero luego fue editada como PG-13 (apta para mayores de 13 y los menores con compañía de un adulto). Algunas escenas cortadas por esta razón fueron:
- Poppy, Kate y Drippy entran a una tienda de licores donde no logran comprar ya que el vendedor descubre que son menores, pero luego Poppy sale con una misteriosa bolsa negra que no se sabe qué es lo que es. Sin embargo, se sugiere que sería alcohol ya que las chicas se embriagan en la fiesta.

- El lenguaje se dice fue cambiado o regrabado, algunas palabras como “bitch” fue cambiada por “bi-atch” y “what the fuck” fue cambiada por “what the ef”. Sin embargo algunas palabras no fueron cambiadas y mantuvieron su lenguaje original como “shit” (mierda) o cuando Poppy muestra el dedo a Harriet.

- Otras escenas se sugieren fueron cortadas como la escena en que Ruby está con su novio en la cama, lo que quedó en la película hace una sugerencia, pero nada más.

- Según las personas que vieron el adelanto de la película, la película duraba más pero muchas escenas fueron cortadas por falta de tiempo, una de estas fue la estadía de Poppy en Malibu. La escena tenía una fiesta en la casa de Poppy, una ida de compras y el primer castigo que el padre de Poppy le da a esta dejándola sin su auto (estas escenas fueron borradas después de que hicieran el tráiler, ya que en el tráiler aparecen).

Los fanes de la película esperan que se lance un DVD con la versión extendida de la película y "sin censura" para ver todas las escenas que faltaron en la versión de cine, como la de la fiesta de Poppy Moore, o la fiesta de Ruby luego de que hablaran por teléfono y antes del incendio.

## Banda sonora
A continuación la lista de canciones de la banda sonora del film.
1. Shut Up and Drive - Rihanna
2. Let Me Think About It - Ida Corr, Fedde Le Grand
3. About You Now - Sugababes
4. Say It Right - Nelly Furtado
5. I Know Ur Girlfriend Hates Me - Annie
6. If This Is Love - The Saturdays
7. Heartbreaker - will.i.am, Cheryl Cole
8. Sweet About Me - Gabriella Cilmi
9. Can't Speak French - Girls Aloud
10. Murder On The Dancefloor - Sophie Ellis-Bextor
11. Ice Cream - New Young Pony Club
12. Kiss With A Fist - Florence And The Machine
13. Foundations - Kate Nash
14. You Think I Don't Care - Jack McManus
15. Come Around - Timbaland, Mia
16. Tambourine - Eve
17. Real Wild Child - Sarah Harding
18. Set Em Up - Imran Hanif

Canciones no incluidas en la banda sonora pero que se usan en el anuncio de la película y en la película:
Adele - Chasing Pavements
Robbie Williams - Angels 
Britney Spears - Toxic (usada en el anuncio)
Trivia
- Wild Child fue escrita por Lucy Dahl, hija de Roald Dahl.
- En la película claramente se ven la marca Apple, tanto en la laptop como en el Iphone.
- Se menciona la marca Gucci, cuando se le arruina su equipaje por la lluvia.
- Supuestamente, la escuela "Abbey Mount" es para chicas hasta los 17 años, pero Harriet asimila unos 18 o 19 años. ¿Cómo podría ser que ella esté allí si pasó la edad límite?

En la película, el Abbey Mount es una escuela para niñas de 11 a 17 años. El sistema Inglés gira en torno a los exámenes GCSES (Certificado General de Educación Secundaria) a los 16 años. A continuación, los alumnos de 6 de permanecer en forma de estudio de una duración de dos años más para completar los -leves a los 18 años. Los A-levels son para la entrada a la Universidad. Por Lógica Poppy se tenía que haber estado preparando para los exámenes durante por lo menos un año.